# 哈斯巴尼河

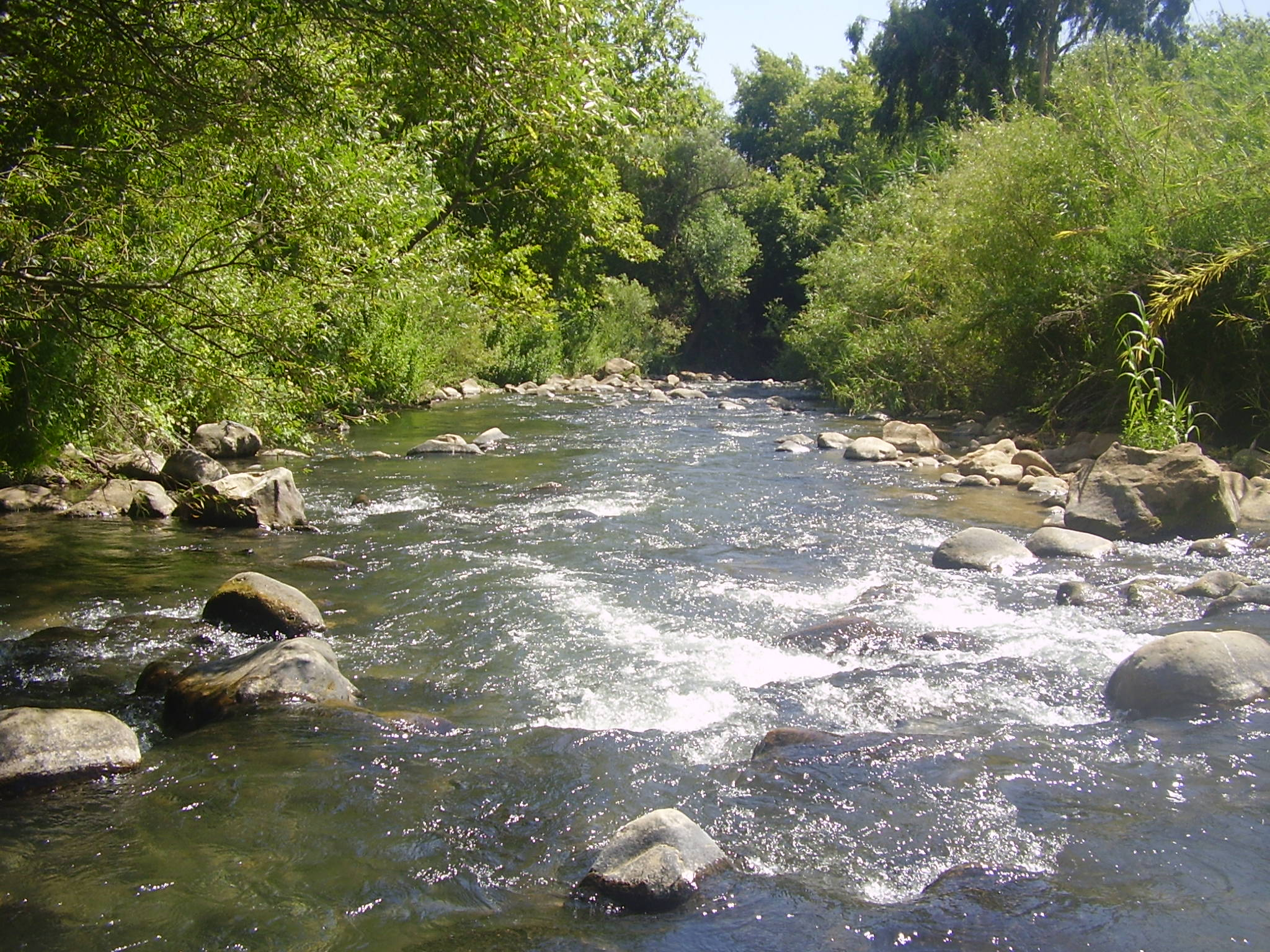
哈斯巴尼河

哈斯巴尼河（阿拉伯语： / ALA-LC: al-Ḥāṣbānī），又稱斯納溪（希伯來語： / Nahal Snir），是約旦河的主要支流。
哈斯巴尼河水源主要來自黎巴嫩的兩個泉：瓦扎尼與哈克茲比耶，其中後者由哈斯巴尼河最源頭的一群湧泉所構成。哈斯巴尼河先黎巴嫩境內流了40公里，然後穿越國界與班尼亞斯河與丹河在以色列北部匯集，形成約旦河。由蓋傑爾往南大約4公里的河道，成為黎巴嫩與以色列戈蘭高地邊界。